# Гролс Весте
«Гролс Весте» (нидерл. De Grolsch Veste) — футбольный стадион в Энсхеде. Домашний стадион команды Твенте. Ранее стадион назывался «Арке». «Гролс Весте» вмещает 24 тыс. зрителей, стадион находится в Энсхеде рядом с университетом Твенте.
«Гролс Весте» заменил старый стадион «Дикман» в 1998 году. Планы о расширении и модернизации старого стадиона «Дикман» были отвергнуты и стадион был снесён. Стоимость строительства нового стадиона на месте старого, оценивалась примерно в 33 млн. гульденов и заняло на строительство четырнадцать месяцев, первый символический камень был заложен 31 января 1997 года.
Первый матч на новом стадионе прошёл 10 мая 1998 года в рамках чемпионат Нидерландов против «ПСВ», матч завершился исторической победой «Твенте» со счётом 3:0.
Известная песня You’ll Never Walk Alone в записи музыкантов Gerry & The Pacemakers проигрывается на стадионе перед каждым матчем.
В 2006 году появились планы о расширении стадиона до вместимости 24 353 мест. Это расширение было готово в сентябре 2008 года, и первоначальная цифра 24 353 места была уменьшена до 24 244 мест. «Твенте» также планирует реконструкцию «Гролс Весте» для того чтобы увеличить вместимость стадиона до 40 тыс. в 2011 году. Возможно из-за проводимой реконструкции, 7 июля 2011 года, на стадионе частично обрушилась крыша. Под завалами оказалось пять человек, несколько раненых было доставлено в госпиталь.